# Las Vegas Motor Speedway
Le Las Vegas Motor Speedway est un circuit automobile de type ovale situé aux États-Unis dans l'état du Nevada, à Clark County, ville située en périphérie de Las Vegas, près de North Las Vegas. Le complexe de 490 hectares regroupe plusieurs circuits destinés au sport automobile.
Il est propriété de la société Speedway Motorsports, Inc. basée à Charlotte en Caroline du Nord.

## Histoire
Après la fermeture du Stardust International Raceway (en) en 1970, il est décidé de construire un nouveau complexe automobile à Las Vegas, le Las Vegas Speedrome. Ce complexe réunit au départ un circuit routier et une piste pour dragters (dragstrip). Son ouverture a lieu en 1972. 
Richie Clyne de l'Imperial Palace rachète le circuit en 1983 et y ajoute un short track d'une longueur de 3/8 de mile en 1985. Il rebaptise le complexe : Las Vegas Speedway Park. Un nouveau circuit de type superspeedway ayant coûté 72 millions de $ est inauguré sur le site en septembre 1996. La première course a lieu le 15 septembre. C'est une course d'IndyCar qui est gagnée par Richie Hearn. Une course de NASCAR Truck Series a lieu en novembre de la même année.  En décembre 1998, la société Speedway Motorsports, Inc. rachète le complexe pour la somme de 215 millions de $. Chris Powell, un ancien publiciste dans le sport moteur, est nommé président et directeur général. Il est toujours actuellement en place.
Le Winston No Bull 5 Million Dollar Bonus a lieu sur le circuit de 1999 à 2002. Jeff Burton remporte l'épreuve en 2000 et Jeff Gordon en 2001. 
Le dragstrip dénommé The Strip at Las Vegas Motor Speedway est déplacé vers son emplacement actuel tandis qu'un nouveau circuit routier long de 2,400 milles (3,862 km) est reconstruit sur l'ancienne piste de dragsters et sur l'ancien circuit routier. 
L'ovale de 3/8 de mile (608 m) est reconstruit avec une nouvelle ligne de stands et un déplacement de la ligne de départ/arrivée. 
En 2004 et 2005, des courses de Champ Car ont lieu sur le speedway toutes deux gagnées par le pilote Sébastien Bourdais.
En 2006, la piste du D-oval est reconfigurée après la course de NASCAR Cup Series du mois de mars. L'inclinaison est augmentée dans les virages et se situe alors entre 12 et 20°. L'inclinaison est progressive et augmente plus on se rapproche de l'extérieur de la piste. Une fan zone (la Neon Garage) est également construite. Un nouveau centre de presse est également aménagé et la ligne des stands est rapprochée de 275 pieds (83,82 m) des tribunes.  Un nouveau circuit ovale d'un quart de mile (402 m) est aménagé dans l'aire centrale du circuit pour y permettre des courses de véhicules type Legends Cars, Bandoleros et Thunder Roadster.
Le 8 août 2006, la piste nouvellement refaite accueille à nouveau les stock cars. Kurt Busch, champion des NASCAR Cup Series 2004 et natif de Las Vegas, est le premier pilote de NASCAR à tester la nouvelle piste à bord de sa voiture no 2, une Dodge Penske. Burton remportera la première course d'Xfinity Series sur la nouvelle piste à bord de sa Monte Carlo SS. Le lendemain, Jimmie Johnson gagne avec sa Chevrolet remportant la première course de NASCAR Cup Series sur cette piste.
En mars 2011, la société Insomniac Events annonce que sa très populaire Rave party dénommée l'Electric Daisy Carnival (EDC), aura lieu pour la première fois sur le site du Las Vegas Motor Speedway du 24 au 26 juin. Plus de 235 000 personnes y seront accueillies sur l'ensemble des trois journées. Les 8, 9 et 10 juin 2012, le festival accueillera 315 000 personnes. Ce chiffre sera encore dépassé les 21, 22 et 23 juin 2013 puisque 345 000 festivaliers rejoindront le site. La société ayant conclu un accord avec les propriétaires du site d'une durée de 10 ans, le festival perdurera jusque 2022.
Un troisième circuit routier dessiné par Romain Thievin est ajouté en 2012. Il est long de 1,400 milles (2,253 km) avec onze virages et une ligne droite de 1 800 pieds (548,6 m).
À partir de la saison 2018, le circuit accueille une deuxième course annuelle en NASCAR Cup Series et en Truck Series, remplaçant celles disputées en automne sur le New Hampshire Motor Speedway. De facto, trois courses majeures (Cup Series, Xfinity Series et Truck Series) sont organisées sur le Las Vegas Motor Speedway lors de deux weekends, l'un au printemps, l'autre en automne. La seule course de Truck Series qui était disputée en octobre sur le circuit est déplacé vers le weekend de printemps et la course d'Xfinity Series disputée sur le circuit Kentucky Speedway est déplacée sur le circuit Las Vegas Motor Speedway lors du weekend d'automne.

### L'accident d'IndyCar
Le 16 octobre 2011, la dernière course de la saison 2011 des IndyCar Series (dénommée IZOD IndyCar World Championship (en)) se déroule sur le circuit de Las Vegas. Toutefois, la course sera marquée au 11e tour par un horrible accident impliquant 15 véhicules dont certains vont prendre feu. L'accident survient lorsque le véhicule conduit par Wade Cunningham entre légèrement en contact avec celui conduit par James Hinchcliffe mais ce léger accrochage va rapidement se transformer en gros carambolage. Le drapeau rouge est sorti très rapidement en raison des nombreux débris et véhicules endommagés se trouvant sur la piste.
Quatre des quinze pilotes des véhicules impliqués sont gravement blessés et transférés au Centre Hospitalier Universitaire du Nevada du Sud dont Dan Wheldon, double vainqueur de l'Indianapolis 500 et champion de la saison IndyCar Series 2005. Celui-ci y est transféré à cause d'un grave traumatisme crânien après que sa voiture a percuté le muret de la piste. Deux heures après l'accident, à son arrivée à l'hôpital, il est déclaré décédé. Les officiels décident alors de stopper la course alors qu'il reste normalement 188 tours de course à parcourir. Les dix-neuf pilotes qui n'ont pas été éliminés de la course à la suite de l'accident se regroupent sur la piste et effectuent cinq tours sans compétition en honneur de Wheldon.
En décembre 2011, les instances de l'IndyCar déclarent officiellement qu'ils ne reviendront pas au Las Vegas Motor Speedway pour la saison 2012 et les suivantes. Elles déclarent également que l’avenir de l’IndyCar dépendrait de ce qu’ils apprendraient de l’enquête en cours sur l’accident ayant coûté la vie à Dan Wheldon.

## Caractéristiques du D-oval
Le circuit principal est de type superspeedwway de forme «D-oval» (ovale en forme de « D »). Sa longueur est de 1,5 milles (2,41 km). Les tribunes peuvent accueillir jusqu'à 156 000 spectateurs. Diverses courses automobiles de NASCAR y sont organisées.
Le revêtement est en asphalte. Les virages ont une inclinaison de 12 à 20° et le reste de la piste à 9°.
Par le passé, il fut également utilisé par le Champ Car et l'IndyCar Series.

### Autres circuits
- Le Quarter Mile Legends Oval :

Situé entre la ligne des stands et la tribune principale
Revêtement en asphalte
Longueur de 0,250 milles (0,402 km)
- L'Infield Road Course (circuit de route intérieur) :

Situé sur l'aire centrale du speedway entre la ligne des stands et la ligne droite extérieure
Revêtement en asphalte
Longueur de 1,300 milles (2,092 km)
Le circuit peut être réduit à 1,100 milles (1,77 km)
- La Dirt Track :

Revêtement en argile
Longueur de 0,500 milles (0,805 km)
- Le Dragstrip The Strip at LVMS

Revêtement en asphalte
Longueur de 0,250 milles (0,402 km) - ligne droite
- L'Outfield Full Road Course (circuit de route extérieur) :

Situé du côté des virages 1 et 2 et à l'extérieur du speedway
Longueur de 2,4 milles (3,862 km)
- L'Outfield North Road Course (petit circuit nord extérieur) :

Partie Nord du circuit de route extérieur
Longueur de 1,170 milles (1,883 km)
- L'Outfield South Road Course (petit circuit sud extérieur) :

Partie Sud du circuit de route extérieur
Longueur de 1,400 milles (2,253 km)
- Le Bullring Oval :

Situé à l'extérieur du speedway, au-delà du circuit de route.
Revêtement en asphalte
Longueur de 0,375 milles (0,604 km)

## Records[14]

### Sur 1 tour
- NASCAR Cup Series : Kurt Busch, 27,505 secondes, 315,959 km/h (2016)
- NASCAR Xfinity Series : Brad Keselowski, 29,122 secondes, 298,416 km/h (2010)
- NASCAR Camping World Truck Series : Mike Skinner, 30,184 secondes, 287,916 km/h, 2019
- Indy Racing League : Arie Luyendyk, 364,502 km/h (1996)
- Champ Car World Series : Patrick Carpentier, 331,824 km/h (2004)

Qualifying: Mike Skinner, 

### Sur une course
- NASCAR Cup Series : Brad Keselowski, 248,858 km/h, le 9 mars 2014
- NASCAR Xfinity Series : Kyle Busch, 234,023 km/h, le 5 mars 2016
- NASCAR Camping World Truck Series : Erik Jones, 220,012 km/h, le 27 septembre 2014
- Indy Racing League : Eliseo Salazar, 329,296 km/h, le 11 octobre 1997

| + de victoires                 | 4     | Jimmie Johnson                                              |
| + de Top 5                     | 6     | Jimmie Johnson, Matt Kenseth, Jeff Gordon, Mark Martin,     |
| + de Top 10                    | 10    | Mark Martin, Dale Earnhardt Jr., Matt Kenseth, Tony Stewart |
| + de départs                   | 18    | Jeff Gordon, Matt Kenseth, Dale Earnhardt Jr.               |
| + de pôles                     | 3     | Kasey Kahne                                                 |
| + de tours accomplis           | 4,551 | Jeff Gordon                                                 |
| + de tours en tête             | 516   | Matt Kenseth                                                |
| Meilleure moyenne au départ¤   | 7.6   | Joey Logano                                                 |
| Meilleure moyenne à l'arrivée¤ | 9.18  | Joey Logano                                                 |

Note : ¤ si 5 départs minimum

## Événements principaux
- NASCAR Cup Series
  - Pennzoil 400
  - South Point 400
- NASCAR Xfinity Series
  - Boyd Gaming 300
  - DC Solar 300
- NASCAR Camping World Truck Series
  - World of Westgate 200
  - Stratosphere 200
- NHRA Mello Yello Drag Racing Series
  - Denso Spark Plug NHRA Nationals
  - Toyota NHRA Nationals
- Baja 1000 (qualifications pour le Trophy Trucks and Class 1)

## Autres événements
- Le RE/MAX World Long Drive Championship (en) y a eu lieu le décembre 2013. Tim Burke gagne la course.
- Le circuit constitue l'arrivée de la 24e saison de The Amazing Race produite le 18 mai 2014. Dave et Connor O'Leary y ont gagné la course.
- Le World of Outlaws (en) s'y déroule pendant deux nuits chaque année au mois de mars.
- Le Red Bull Air Race World Championship revient chaque année depuis octobre 2014.
- L' Electric Daisy Carnival (EDC), un festival de musique électronique y est organisé chaque année par la société Insomniac Events.

|  |  |  |  |

|  |  |  |